# 有明タクシー
有明タクシー（有限会社有明タクシー）は、佐賀県佐賀市北部に事業所を置いたタクシー会社。
2024年1月末で旅客事業を終了した。今後タクシー業務は廃業せず、2月から佐賀タクシーに事業を受け継ぐ。

## 沿革
1927年（昭和2年）、佐賀郡（現・佐賀市）大和町尼寺にてタクシー事業を創業。
タクシーや運転代行を行う。
2024年（令和6年）1月末で旅客事業を終了し、佐賀タクシーに継承。